# Richard Pfeiler
Richard Pfeiler (* 1956 in Villach) ist ein österreichischer Politiker der SPÖ. Von 2000 bis 2012 war er Erster Vizebürgermeister der Stadt Villach.

## Biographie
Richard Pfeiler wuchs im Villacher Stadtteil Perau auf. Er begann seine Berufslaufbahn bei der ÖBB, wo er zum Fahrdienstleiter ausgebildet wurde. Später war er im Verkauf tätig und beschäftigte sich beruflich mit Projektmanagement und Controlling in Organisations- und Marketingprojekten.
Im Jahr 1991 zog Pfeiler in den Gemeinderat der Stadt Villach ein. Ab 1993 war er Stadtrat mit den Agenden Soziales und Sport und außerdem Obmann des SPÖ-Gemeinderatsklubs. Seit dem Jahr 2000 fungierte er als Vizebürgermeister unter Helmut Manzenreiter, seine Agenden waren nun das städtische Bauwesen (Hoch- und Tiefbau), Liegenschaften und Wohnungen, Stadt- und Verkehrsplanung, Kultur, Jugend, Feuerwehr und Museum. Am 19. März 2012 trat Pfeiler überraschend von seinen Vizebürgermeisteramt zurück, nachdem er in der vorhergegangenen Nacht mit seinem Wagen auf der Süd Autobahn aufgrund von Alkoholeinfluss und Sekundenschlaf verunfallt war. Kurioserweise musste Pfeiler nach Ankündigung seines Rücktrittes noch kurzfristig in Vertretung von Helmut Manzenreiter das Bürgermeisteramt ausüben, da dieser einen Urlaub antrat, bevor ein neuer Vizebürgermeister gewählt worden war.
Im Lauf des Jahres 2017 kam es zu einem Zerwürfnis zwischen dem nach wie vor im Gemeinderat aktiven Pfeiler und dem nunmehrigen Bürgermeister Günther Albel. Der Konflikt gipfelte in Pfeilers Ausschluss aus dem SPÖ-Klub im Villacher Gemeinderat, womit die SPÖ ihre absolute Mehrheit dort verlor. Pfeiler verblieb als parteifreier Abgeordneter weiter im Gemeinderat. Im Vorfeld der Gemeinderats- und Bürgermeisterwahlen in Kärnten 2021 erwog Pfeiler eine eigenständige Kandidatur, beschloss dann jedoch, sich mit Ende der Gemeinderatsperiode aus der Politik zurückzuziehen.
Richard Pfeiler ist geschieden und Vater dreier Kinder. Sein jüngerer Bruder Jürgen Pfeiler war von April 2015 bis Oktober 2021 Erster Vizebürgermeister der Landeshauptstadt Klagenfurt am Wörthersee.

## Auszeichnungen
- 2023: Ehrenring der Stadt Villach[8]